# Força iônica
A força iônica de uma solução é uma medida de sua concentração de íons. Os compostos iônicos, quando dissolvidos na água, dissociam-se em íons. A concentração total de eletrólitos em solução afeta propriedades importantes, tais como a dissociação e a solubilidade de vários sais. Uma das principais características determinadas pelos íons dissolvidos em uma solução é a sua força iônica.

## Quantificação da força iônica
A força iônica, I, de uma solução é função da concentração de todos os íons presentes naquela solução.
{\displaystyle I={\begin{matrix}{\frac {1}{2}}\end{matrix}}\sum _{{\rm {i}}=1}^{n}c_{\rm {i}}z_{\rm {i}}^{2}}
onde ci é a concentração molar do íon i(mol·dm−3), zi é o número de carga daquele íon, sendo a soma considerada a de todos os íons na solução. Para um eletrólito 1:1 como o cloreto de sódio, a força iônica é igual à concentração. Para o MgSO4, entretanto, a força iônica é quatro vezes maior. De um modo geral, os íons multivalentes contribuem fortemente para o aumento da força iônica.

Por exemplo, a força iônica de uma solução mista de 0,050 mol dm−3 de Na2SO4 e 0,020 mol dm−3 de NaCl é: 

I = 1/2((2 × (+1)2 × 0,050) + (+1)2 × 0,020 + (−2)2 × 0.050 + (−1)2 × 0,020) = 0,17 mol·dm-3

Como nas soluções não-ideais on volumes não se comportam de maneira rigorosamente aditiva, é frequentemente preferível trabalhar com a molalidade (mol/kg{H2O}) ao invés da molaridade (mol/L). Neste caso, a força iônica é definida como:
{\displaystyle I={\begin{matrix}{\frac {1}{2}}\end{matrix}}\sum _{{\rm {i}}=1}^{n}m_{\rm {i}}z_{\rm {i}}^{2}}
i = elemento individual
z =  carga do elemento

## Exemplos
Nos íons com carga unitária formados por eletrólitos completamente dissociados a força iônica tem o mesmo valor da concentração. Numa solução de cloreto de sódio com {\displaystyle c}(NaCl) = 0,001 mol/l a concentração dos íons Na+ e Cl- é igualmente 0,001 mol/l.  A força iônica devida a {\displaystyle z}(Na+) = 1 e {\displaystyle z}(Cl-) = -1:
{\displaystyle {\begin{aligned}I(\mathrm {NaCl} )&={\begin{matrix}{\frac {1}{2}}\end{matrix}}\cdot (z^{2}(\mathrm {Na^{+}} )\cdot c(\mathrm {Na^{+}} )+z^{2}(\mathrm {Cl^{-}} )\cdot c(\mathrm {Cl^{-}} ))\\&={\begin{matrix}{\frac {1}{2}}\end{matrix}}\cdot (1^{2}\cdot c(\mathrm {NaCl} )+(-1)^{2}\cdot c(\mathrm {NaCl} ))\\&=c(\mathrm {NaCl} )\\\Downarrow &\\I&={\begin{matrix}{\frac {1}{2}}\end{matrix}}\cdot (1^{2}\cdot 0{,}001~\mathrm {mol/l} +(-1)^{2}\cdot 0{,}001~\mathrm {mol/l} )\\&={\begin{matrix}{\frac {1}{2}}\end{matrix}}\cdot (0{,}001~\mathrm {mol/l} +0{,}001~\mathrm {mol/l} )\\&=0,001~\mathrm {mol/l} \end{aligned}}}
Nos eletrólitos com proporções de 1:2  ou 2:1, como, por exemplo, o cloreto de cálcio, a força iônica equivale ao triplo da concentração. No caso do cloreto de cálcio ({\displaystyle z}(Ca2+) = 2 e {\displaystyle z}(Cl-) = -1):
{\displaystyle {\begin{aligned}I(\mathrm {CaCl_{2}} )&={\frac {1}{2}}\cdot (z^{2}(\mathrm {Ca^{2+}} )\cdot c(\mathrm {Ca^{2+}} )+z^{2}(\mathrm {Cl^{-}} )\cdot c(\mathrm {Cl^{-}} ))\\&={\frac {1}{2}}\cdot (2^{2}\cdot c(\mathrm {CaCl_{2}} )+(-1)^{2}\cdot 2\cdot c(\mathrm {CaCl_{2}} ))\\&={\frac {1}{2}}\cdot (6\cdot c(\mathrm {CaCl_{2}} ))\\&=3\cdot c(\mathrm {CaCl_{2}} )\end{aligned}}}

## Importância
A força iônica tem um papel central na teoria de Debye–Hückel, que descreve os fortes desvios da idealidade tipicamente encontrados nas soluções iônicas.
De acordo com esta teoria o coeficiente de atividade em soluções diluídas depende da raiz do valor da força iônica, fornecendo, por exemplo, numa solução aquosa diluída a 25 °C a seguinte fórmula para estimar o coeficiente de atividade médio {\displaystyle \gamma } a partir da força iônica:
{\displaystyle \lg \gamma =-A\,z^{+}\,z^{-}\,{\sqrt {I}}},
onde
{\displaystyle A=0{,}5099\cdot \mathrm {dm^{\frac {3}{2}}mol^{-{\frac {1}{2}}}} }.
Durante as titulações, são utilizados meios de alta força iônica para a determinação de constantes de equilíbrio, com a finalidade de minimizar a alteração no coeficiente de atividade dos solutos a baixas concentrações. A água procedente de fontes naturais, têm sempre um valor de força iônica diferente de zero, devido à presença de sais dissolvidos.